# Municipio de Capitola
El municipio de Capitola (en inglés, Capitola Township) es un municipio del condado de Spink, Dakota del Sur, Estados Unidos. Tiene una población estimada, a mediados de 2023, de 268 habitantes.
Abarca una zona exclusivamente rural.

## Geografía
Está ubicado en las coordenadas 44°45′16″N 98°02′05″O / 44.75444, -98.03472 (44.754477, -98.034861). Según la Oficina del Censo, tiene una superficie total de 93.46 km², de los cuales 93.20 km² corresponden a tierra firme y 0.26 km² están cubiertos de agua.

## Demografía
Según el censo de 2020, en ese momento había 278 personas residiendo en la zona. La densidad de población era de 2.98 hab./km². El 97.12 % de los habitantes eran blancos, el 0.72 % eran amerindios, el 0.72 % eran de otras razas y el 1.44% eran de una mezcla de razas. Del total de la población, el 1.08 % eran hispanos o latinos de cualquier raza.